# Rio Ishim
O rio Ishim, ou Esil, (em russo:  Ишим; em cazaque:  Есіл) é um afluente do rio Irtixe pela sua margem esquerda. No seu percurso de 2.450 km atravessa o Cazaquistão e o sul da Sibéria ocidental, já na Rússia.

## Percurso
O Ishim tem origem na estepes entre Astana e Qaraghandy. Aí denomina-se Esil (o seu nome cazaque), e passa pela capital do país, Astana, e pelas cidades de Atbasar, Esil e Petropavl, antes de atravessar a fronteira e entrar na Rússia. Recebe então o nome de Ishim,  e passa pela cidade homónima, para desaguar no Irtixe, muito perto da cidade de Ust-Ishim.
Entre os seus afluentes destaca-se o Tersakam, pela esquerda, com 334 km de comprimento.
As suas águas procedem sobretudo da fusão de neves. As águas do rio congelam no início de novembro, e ficam assim até ao mês de abril ou maio, conforme o ano. O seu caudal é, pois, muito variável, oscilando entre os 56 m³/s e os 686 m³/s.
É parcialmente navegável.